# پرینسیپه
پرینسیپه (اسپانیایی: El Príncipe‎) یک مجموعهٔ تلویزیونی درام اسپانیایی است که توسط مدیاست اسپانیا تهیه شده و مخاطب آن گروه سنی جوان است.
بیشتر قسمت‌های این سریال در محلهٔ پرینسیپه در شهر سبته در نزدیکی مرز مراکش ساخته شد است.
داستان این سریال دربارهٔ عشق میان یک پلیس مسیحی اسپانیایی و خواهر مسلمان یک قاچاقچی مواد مخدر است.
این مجموعه نخستین بار در ۴ فوریه ۲۰۱۴ میلادی، از چندین شبکهٔ تلویزیونی مختلف به روی آنتن رفت و نمره بالایی کسب کرد.